# Abdoulaye Konaté

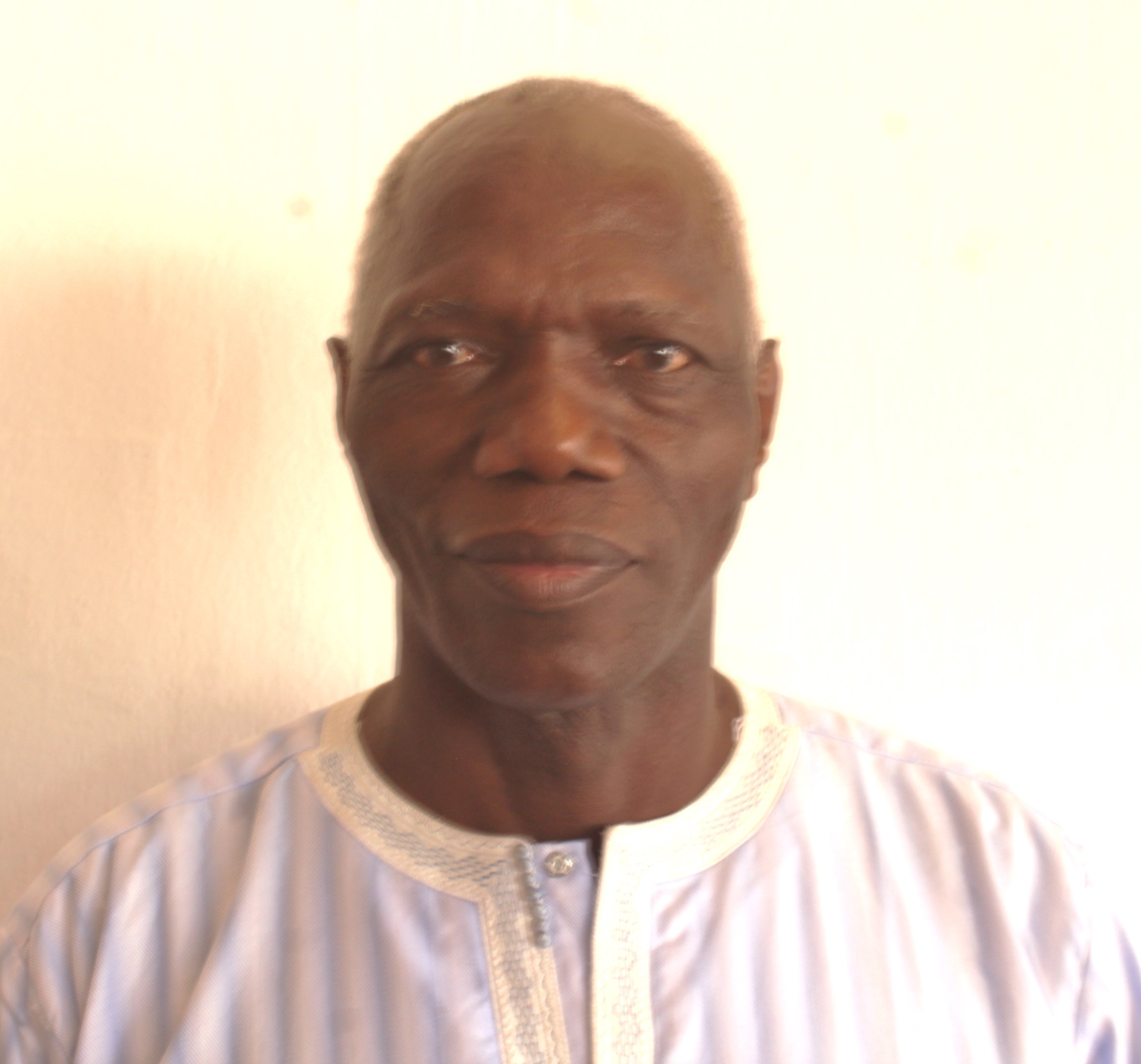
Abdoulaye Konaté

Abdoulaye Konaté (* 1953 in Diré in Mali) ist ein malischer Künstler, der für seine Textilinstallationen bekannt ist.

## Leben und Werk

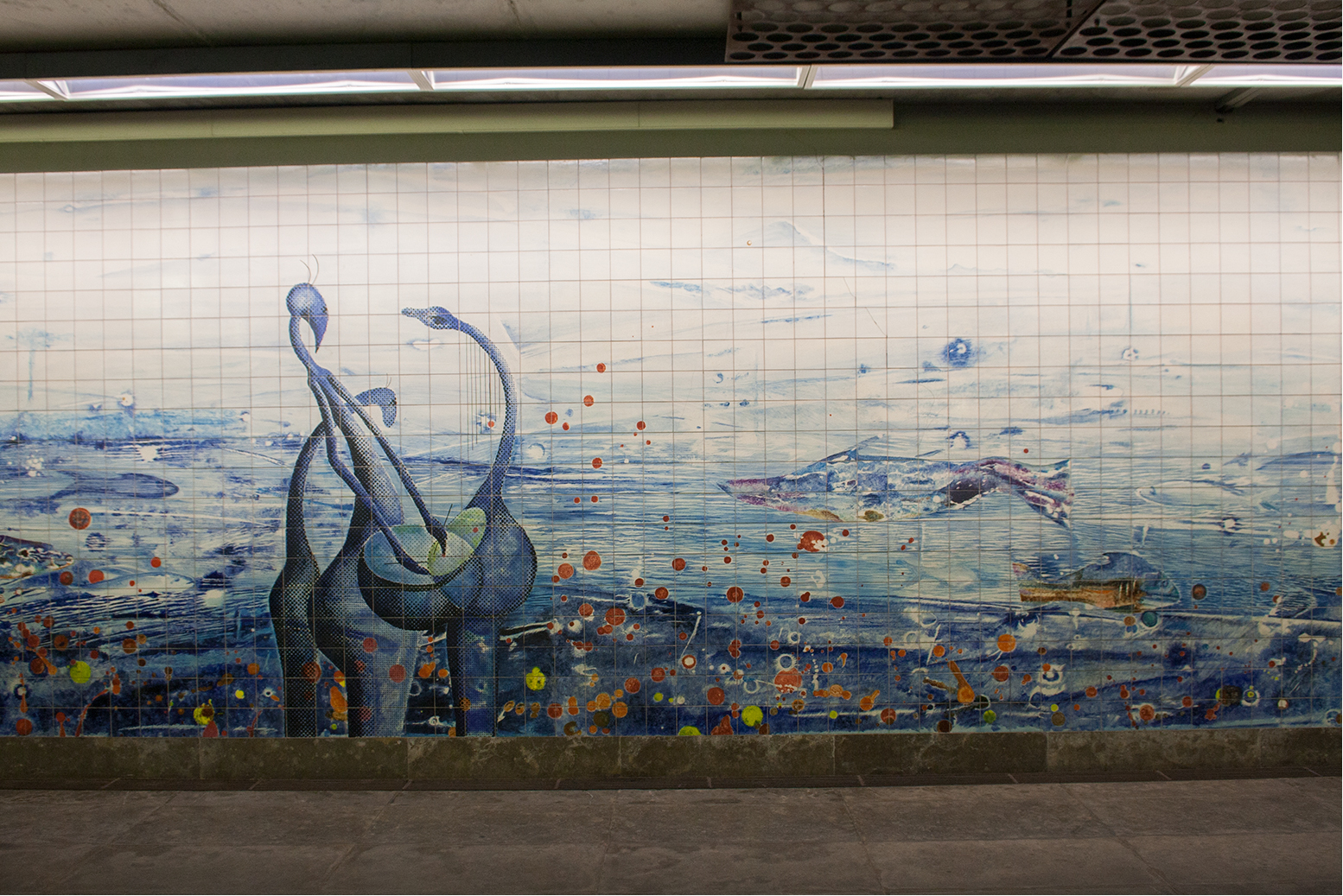
Kunstwerk „Februar 1998“ im U-Bahnhof Oriente (Lissabon)

Konaté studierte Malerei am Institut National des Arts (INA) in Bamako und setzte sein Studium am Instituto Superior de Arte in Havanna fort. Nach Studienabschluss arbeitet er als Grafikdesigner am Musée national du Mali in Bamako. 1998 wurde er zum Direktor des Kulturpalastes von Bamako ernannt. 2002 wurde er zum Ritter des Ordre des Arts et des Lettres ernannt.
Konaté begann seine künstlerische Laufbahn als Maler, wechselte jedoch bald zur Installationskunst. Seine Arbeiten können als direkte Kommentare zu sozialen und ökologischen Problemen Afrikas gelesen werden. Unter anderem befasste er sich mit der Ausbreitung der Sahelzone und später mit der AIDS-Epidemie. Wichtige Ausstellungsbeteiligungen Konatés waren die Wanderausstellung Africa Remix (2004–2007) sowie die documenta 12 in Kassel (2007), wo seine Textilinstallation Gris-Gris pour Israël et la Palestine gezeigt wurde.
Konaté lebt in Bamako und ist dort Direktor des Conservatoire des Arts et Metiers Multimedia.

## Ausstellungen (Auswahl)
- 2014: Die Göttliche Komödie. Himmel, Hölle, Fegefeuer aus der Sicht afrikanischer Künstler. Museum für Moderne Kunst, Frankfurt am Main[5]
- 2007: documenta 12, Kassel